# Právem odsouzeni
Právem odsouzeni (v anglickém originále Conviction) je americký dramatický televizní seriál, jehož autorkami jsou Liz Friedlander a Liz Friedman. Premiérově byl vysílán v letech 2016–2017 na stanici ABC, kdy v jedné řadě vzniklo celkem 13 dílů. V hlavní roli se představila Hayley Atwell.

## Příběh
Právnička a poněkud rebelská dcera bývalého amerického prezidenta Hayes Morrisonová je donucena převzít vedení nově vzniklé Městské revizní skupiny (MRS, v originále Conviction Integrity Unit, CIU). Toto oddělení kanceláře newyorského státního návladního tvoří tým právníků, detektivů a forenzních expertů, kteří přezkoumávají vybrané případy, u který panuje podezření, že byl odsouzen nesprávný člověk.

## Obsazení
- Hayley Atwell jako Hayes Morrisonová
- Eddie Cahill jako Conner Wallace
- Shawn Ashmore jako Sam Spencer
- Merrin Dungey jako Maxine Bohenová
- Emily Kinney jako Tess Larsonová
- Manny Montana jako Franklin „Frankie“ Cruz
- Daniel Franzese jako Jackson Morrison

## Vysílání
| Řada | Díly | Premiéra v USA | Premiéra v USA | Premiéra v ČR  | Premiéra v ČR    |
| Řada | Díly | První díl      | Poslední díl   | První díl      | Poslední díl     |
| ---- | ---- | -------------- | -------------- | -------------- | ---------------- |
| 1    | 13   | 3. října 2016  | 29. ledna 2017 | 14. dubna 2017 | 7. července 2017 |